# Partido Neoliberal
El Partido Neoliberal (PALI) es un partido político de Nicaragua, de tendencia derechista e ideología neoliberal, que se separó del Partido Liberal Independiente (PLI) en 1986. 
Recibió su estatus legal en 1989 y formó parte de la alianza Unión Nacional Opositora (UNO) junto con otros 13 partidos, ganando las elecciones del 25 de febrero de 1990. Desde 1996 está aliado al Partido Liberal Constitucionalista (PLC) de Arnoldo Alemán y desde el 2008 forma parte de la Alianza PLC.